# Diana Pineda
Diana Isabel Pineda Zuleta (* 6. September 1984 in Medellín) ist eine kolumbianische Wasserspringerin. Sie startet im Kunstspringen vom 1-m- und 3-m-Brett und vereinzelt auch im 10-m-Turmspringen, trainiert wird sie von Oscar    Urrea.
Pineda nahm im Jahr 2000 im Alter von 16 Jahren in Sydney erstmals an den Olympischen Spielen teil, vom 3-m-Brett schied sie auf Rang 34 nach dem Vorkampf aus. In den folgenden Jahren blieben weitere Teilnahmen an internationalen Meisterschaften zunächst aus. Pineda startete im Jahr 2007 schließlich bei den Panamerikanischen Spielen in Rio de Janeiro. Dort belegte sie vom 3-m-Brett Rang acht und vom 10-m-Turm Rang neun. In Peking bestritt sie ihre zweiten Olympischen Spiele, wo sie vom 3-m-Brett als 20. erneut nach dem Vorkampf ausschied. Im folgenden Jahr nahm sie in Rom erstmals an der Weltmeisterschaft teil und konnte dabei vom 3-m-Brett das Halbfinale erreichen. Während Pineda bei den Panamerikanischen Spielen 2011 in Guadalajara mit Rang acht vom 3-m-Brett noch ein gutes Ergebnis ersprang, konnte sie bei der Weltmeisterschaft in Shanghai vom 1-m- und 3-m-Brett nur hintere Plätze belegen, so dass sie jeweils nach dem Vorkampf ausschied.
Pineda nahm im Jahr 2007 an einem Förderprogramm teil und trainierte mehrere Monate mit der kanadischen Nationalmannschaft am Leistungszentrum in Calgary.